# Тамага
Тама́га (англ. Thamaga) — село, розташоване на сході округу Квененг (Ботсвана), за 40 км на схід від Габороне. Входить до складу Східного Квененг. Населення — 21 141 чол. (на 2001 р). Біля села розташовані скельні формування — Тамаго-Хіллс.